# Federació de Futbol de Nova Caledònia
La Federació de Futbol de Nova Caledònia, també coneguda per les sigles FCF (en francès: Fédération Calédonienne de Football), és l'òrgan de govern del futbol a l'arxipèlag francès de Nova Caledònia. Va ser fundada l'any 1928 amb el nom de Ligue de Football de la Nouvelle-Calédonie com una filial de la Federació Francesa de Futbol.
Des de 2004, la FCF és membre de ple dret de la Federació Internacional de Futbol Associació (FIFA) i de la Confederació de Futbol d'Oceania (OFC).
La FCF és la responsable d'organitzar el futbol de totes les categories i les respectives seleccions nacionals, incloses les de futbol femení, futbol sala, futbol platja i la Selecció de futbol de Nova Caledònia.
La New Caledonia Super Ligue és la principal competició de lliga. Va ser creada l'any 1962 i la disputen deu equips.
La New Caledonia Cup, creada l'any 1954', és la principal competició per eliminatòries.